# Vijagual
Vijagual o San Pedro de Vijagual es un centro poblado del municipio de Puerto Wilches, en el Departamento de Santander, Colombia. Ubicado en la llamada "Península de Santander" en la orilla derecha del río Magdalena. Tiene aproximadamente 1.000 habitantes. Tanto los centros poblados de Badillo y Vijagual ha pasado de varios entes territorial, anteriormente formaba parte de la Provincia de Ocaña y posteriormente del Magdalena Grande.

## Propuesta de elevación a municipalidad
Desde hace varios años existe una propuesta para la creación de un nuevo municipio colombiano en el departamento de Santander entre los habitantes de los Centros Poblados de Bocas del Rosario, Badillo, Carpintero, El Guayabo, La Musanda, Papayal, San José de los Chorros, Santa Catalina, Sitio Nuevo, Veinte de Julio, Vijagual y como cabecera municipal: San Rafael de Lebrija, del cual este último llevaría el nombre de esta nueva municipalidad, desprendiéndose de los municipios de Rionegro y Puerto Wilches.